# Ordre du Mérite (Portugal)
Pour les articles homonymes, voir Ordre du Mérite.
L'ordre du Mérite est un ordre honorifique portugais qui vise à distinguer les actes ou services méritoires qui révèlent une abnégation en faveur de la communauté, pratiqués dans l'exercice de toutes fonctions, publiques ou privées. En plus des citoyens nationaux, les citoyens étrangers peuvent également se voir décerner cet Ordre. 
Depuis 1927, plus de 7 800 personnes ont été décorées de cet Ordre, dont plus de 3 400 étrangers. 

## Histoire
Avec la réforme de 1976, après la révolution des Œillets, cet Ordre succède à l' Ordem de Benemerência, qui a été créé par l’État portugais en 1929, et qui lui-même a succédé en 1927 à l'Ordem da Instrução e da Benemerência. La nouvelle réglementation de l'Ordre s'offre une portée plus large.